# 坂齊
坂 齊（さか ひとし）は、日本の生態学者。東京大学名誉教授。元東京大学附属農場長。元名城大学学術研究支援センター長。

## 人物・経歴
三重県の農家に生まれる。1965年名古屋大学農学部卒業。1969年名古屋大学大学院農学研究科博士課程中退。指導教官の勧めで農林省に入省し、農林技官に任官し農業技術研究所生理遺伝部研究室長（作物生理研究）となったのちも、イネのホルモンの研究を続け、1973年農学博士の学位を取得。1990年植物化学調節学会学会賞受賞。1994年農水省北陸農業試験場企画連絡室長。1997年東京大学農学部教授。2001年東京大学大学院農学生命科学研究科附属農場長。2004年東京大学名誉教授。2005年名城大学農学部教授。2008年名城大学学術研究支援センター長。2011年退職。専門は耕地生圏生態学、生産生態学。